# Расандзи
Расандзи (малаг. Rasanjy; 3 декабря 1851, Антананариву —1918) — малагасийский политический деятель и дипломат, премьер-министр Королевства Имерина с сентября 1896 по февраль 1897 года. 
С 1866 года занимался общественной деятельностью, в 1881 году вошёл в состав кабинета (правительственная гвардия). В 1886 назначен послом во Францию.
В 1896 году занял пост Премьер-министра Королевства Имерина, одного из государств-предшественников африканского островного государства Мадагаскар. С сентября 1896 года носил титул губернатора королевства Имерина.
После упразднения должности в феврале 1897 года Расандзи был вынужден покинуть свой пост.

## Награды
- Орден Почётного легиона